# 1-ша винищувальна дивізія (Третій Рейх)
1-ша винищувальна дивізія (Третій Рейх) (нім. 1. Jagddivision) — винищувальна авіаційна дивізія повітряних сил нацистської Німеччини за часів Другої світової війни.

## Командування

### Командири
- Генерал-лейтенант Курт-Бертрам фон Дерінг (нім. Kurt-Bertram von Döring) (1 травня 1942 — 15 вересня 1943);
- оберст Гюнтер Лютцов (нім. Günther Lützow) (15 вересня 1943 — 23 березня 1944);
- оберст Гайо Геррманн (нім. Hajo Herrmann) (23 березня — 1 вересня 1944);
- Генерал-лейтенант Курт Кляйнрат (нім. Kurt Kleinrath) (1 вересня — 8 грудня 1944);
- Оберст Генріх Віттмер (нім. Heinrich Wittmer) (грудень 1944 — 5 квітня 1945);
- генерал-майор Вальтер Грабманн (нім. Walter Grabmann) (5 — 29 квітня 1945);
- оберст Карл-Готтфрід Нордманн (нім. Karl-Gottfried Nordmann) (квітень — 8 травня 1945).

## Підпорядкованість
| Час                             | Група армій (округ)                    | Штаб    |
| ------------------------------- | -------------------------------------- | ------- |
| 1 травня 1942 — 15 вересня 1943 | XII повітряний корпус                  | Делен   |
| 15 вересня 1943 — 26 січня 1945 | I винищувальний корпус                 | Деберіц |
| 26 січня — 8 травня 1945        | IX.(J) винищувальний повітряний корпус | Ріббек  |

## Бойовий склад 1-ї винищувальної дивізії
Формування управління, забезпечення та підтримки
- 201-й авіаційний полк зв'язку (Luftnachrichten Regiment 201) (до вересня 1943);
- 211-й авіаційний полк зв'язку (Luftnachrichten Regiment 211);
- 221-й авіаційний полк зв'язку (Luftnachrichten Regiment 221) (з вересня 1943;
- 231-й авіаційний полк зв'язку (Luftnachrichten Regiment 231) (з вересня 1943.

- 1-ша нічна винищувальна ескадра (NJG 1);
  - штаб 1-ї нічної винищувальної ескадри (NJG 1);
  - I./1-ї нічної винищувальної ескадри (I./NJG 1);
  - II./1-ї нічної винищувальної ескадри (II./NJG 1);
  - III./1-ї нічної винищувальної ескадри (III./NJG 1);
- 2-га нічна винищувальна ескадра (NJG 2);
  - штаб 2-ї нічної винищувальної ескадри (NJG 2);
  - I./2-ї нічної винищувальної ескадри (I./NJG 2);
  - II./2-ї нічної винищувальної ескадри (II./NJG 2);
  - III./2-ї нічної винищувальної ескадри (III./NJG 2).

- 5-та нічна винищувальна ескадра (NJG 5);
  - штаб 5-ї нічної винищувальної ескадри (NJG 5);
  - I./5-ї нічної винищувальної ескадри (I./NJG 5);
  - II./5-ї нічної винищувальної ескадри (II./NJG 5);
  - III./5-ї нічної винищувальної ескадри (III./NJG 5);
- 10-та нічна винищувальна ескадра (NJG 10);
  - штаб 10-ї нічної винищувальної ескадри (NJG 10);
  - I./10-ї нічної винищувальної ескадри (I./NJG 10);
  - II./10-ї нічної винищувальної ескадри (II./NJG 10);
  - III./10-ї нічної винищувальної ескадри (III./NJG 10).

- 5-та нічна винищувальна ескадра;
  - штаб 5-ї нічної винищувальної ескадри;
  - I./5-ї нічної винищувальної ескадри;
  - II./5-ї нічної винищувальної ескадри;
  - III./5-ї нічної винищувальної ескадри;
  - IV./5-ї нічної винищувальної ескадри (IV./NJG 5);
- III./ 54-ї винищувальної ескадри «Зелене серце» (III./JG 54);
- 302-га винищувальна ескадра (JG 302);
  - штаб 302-ї винищувальної ескадри (Stab/JG 302);
  - I./302-ї винищувальної ескадри (I./JG 302);
  - II./302-ї винищувальної ескадри (II./JG 302);
  - III./302-ї винищувальної ескадри (III./JG 301);
- I./2-ї нічної винищувальної ескадри;
- 4-та ескадрилья 200-ї нічної винищувальної ескадри (4./NJG 200);
- I./26-ї ескадри важких винищувачів «Горст Вессель» (I./ZG 26);
- II./26-ї ескадри важких винищувачів «Горст Вессель» (II./ZG 26).

- винищувальне командування «Східна Пруссія» (Jagdfliegerführer Ostpreußen);
- винищувальне командування «Сілезія» (Jagdfliegerführer Schlesien);
- 3-тя винищувальна ескадра (JG 3);
  - штаб 3-ї винищувальної ескадри (Stab/JG 3);
  - I./3-ї винищувальної ескадри (I./JG 3);
  - II./3-ї винищувальної ескадри (II./JG 3);
  - IV. (Sturm)./3-ї винищувальної ескадри (IV. (Sturm)./JG 3);
- 302-га винищувальна ескадра;
  - штаб 302-ї винищувальної ескадри;
  - II./302-ї винищувальної ескадри (II./JG 302);
  - III./302-ї винищувальної ескадри (III./JG 302);
- 26-та ескадра важких винищувачів «Горст Вессель» (ZG 26);
  - штаб 26-ї ескадри важких винищувачів «Горст Вессель» (Stab/ZG 26);
  - I./26-ї ескадри важких винищувачів «Горст Вессель» (I./ZG 26);
  - II./26-ї ескадри важких винищувачів «Горст Вессель» (II./ZG 26);
- II./ 5-ї винищувальної ескадри (II./JG 5);
- 2-га ескадрилья 400-ї винищувальної ескадри (2./JG 400).

- 7-ма винищувальна ескадра (JG 7);
- 300-та винищувальна ескадра (JG 300);
- 301-ша винищувальна ескадра (JG 301);
- 400-та винищувальна ескадра (JG 400);
- II./3-ї винищувальної ескадри;
  - II./11-ї нічної винищувальної ескадри (II./NJG 11);
- 10-та винищувальна група (Jagdgruppe 10);
- 10-та нічна винищувальна група (Nachtjagdgruppe 10).